# Johannes Rechsteiner
Johannes Rechsteiner (Gais, 14 settembre 1618 – Gais, 1º giugno 1665) è stato un politico svizzero.

## Biografia
Figlio di Conrad e di Elisabeth Hager, sposò Ursula Höhener, figlia di Hans Höhener, sindaco. Sindaco di Gais, venne in seguito eletto alla massima carica cantonale con l'incarico di revisionare il Codice cantonale (Landbuch): nel 1654-65 fu Landamano di Appenzello Esterno e delegato alla Dieta federale e nel 1654 presidente della commissione per la revisione del Codice cantonale. Durante il suo mandato fu fortemente sollecitato da diversi conflitti: sul piano cantonale fu confrontato con la divisione del comune di Kurzenberg e con le emergenti tendenze autonomistiche di Rehetobel, che aspirava alla separazione da Trogen, mentre su quello federale con la prima guerra di Villmergen. Tra il 1656 e il 1658 rappresentò i riformati nel collegio arbitrale incaricato di risolvere quest'ultimo conflitto, e nel 1663 fu inviato a Parigi per il rinnovo dell'alleanza federale con la Francia.